# 22 novembre en sport
22 octobre 22 décembre
Chronologies thématiques
- Croisades
- Ferroviaires
- Disney

Le 22 novembre (326e jour de l'année ou 327e en cas d'année bissextile) en sport.

## Événements

### XIXesiècle
- 1885 :
  - (Athlétisme) : réunion internationale à Bruxelles organisée par le Running-Club de Bruxelles réunissant des athlètes belges, anglais et français.
- 1890 :
  - (Football américain) : premier match universitaire qui oppose Baker Wildcats football (en) et Kansas Jayhawks football (en), Baker Wildcats s'impose 22-9[1].

### XXIesiècle
- 2003 :
  - (Hockey sur glace) : La première Classique héritage, qui est le premier match de saison régulière de l'histoire de la Ligue nationale de hockey à être joué à l'extérieur, se dispute au Stade du Commonwealthà Edmonton. Les Canadiens de Montréal s'impose sur le score de 4 à 3, face aux Oilers d'Edmonton.
- 2006 :
  - (Volley-ball) : pour son dernier match de poule, en Championnat du monde de volley-ball masculin, l'équipe de France domine Cuba 3 sets à 1 (25-21, 25-19, 21-25, 25-17), terminant son premier tour avec une quatrième victoire en cinq matches.
- 2015 :
  - (Squash /Championnats du monde) : le Français Grégory Gaultier remporte le titre de Champion du monde en battant en finale l'Égyptien Omar Mosaad 3 jeux à 0 (11-6, 11-7, 12-10) à Seattle.
  - (Tennis /Masters) : Novak Djokovic s'impose facilement en deux sets (6-3, 6-4) face à Roger Federer en finale du Masters à Londres. Implacable, le Serbe décroche un 5e succès dans cette compétition, le 4e de rang. Un record. En double le Néerlandais Jean-Julien Rojer et le Roumain Horia Tecău l'emporte au détriment de l'Indien Rohan Bopanna et du Roumain Florin Mergea (6-4, 6-3).
- 2016 :
  - (Lutte /Jeux olympiques d'été de 2008 /Dopage) : cinq podiums des Jeux olympiques de Pékin sont modifiés en lutte ; en particulier le français Yannick Szczepaniak, lutteur de gréco-romaine, apprend qu'il allait récupérer sur tapis vert une médaille olympique. Qui date de 2008... Le lutteur russe Khasan Baroev est déclassé dans la catégorie des -120 kg pour dopage. Sa médaille d'argent a été redistribuée et, mécaniquement, le Français est passé de la cinquième à la troisième place[2].

## Naissances

### XIXesiècle
- 1864 :
  - Godfrey Brinley, joueur de tennis américain. († 6 mai 1939).
- 1868 :
  - Manliff Goodbody, joueur de tennis britannique. († 24 mars 1916).
- 1873 :
  - Alfred Bowerman, joueur de cricket britannique. Champion olympique aux Jeux de Paris 1900. († 20 juillet 1947).
- 1874 :
  - Eugène Balme, tireur français. Médaillé de bronze au 25m pistolet feu rapide 60 coups aux Jeux de paris 1900 puis médaillé de bronze par équipes du 50+100y petite carabine par équipes aux Jeux de Londres 1908. († 24 février 1914).
- 1877 :
  - Hans Gamper, footballeur puis dirigeant de football suisse. Fondateur du FC Barcelone et du FC Zurich. († 30 juillet 1930).
- 1887 :
  - Pietro Bordino, pilote de course automobile italien. († 15 avril 1928).

### XXesiècle:1901-1950
- 1902 :
  - Albert Leduc, hockeyeur sur glace puis entraîneur canadien. († 31 juillet 1990).
- 1907 :
  - Guido Masetti, footballeur puis entraîneur italien. Champion du monde de football 1934 et 1938. (2 sélections en équipe nationale). († 27 novembre 1993).
- 1926 :
  - Lew Burdette, joueur de baseball américain. († 6 février 2007).
- 1936 :
  - Lesław Kropp, lutteur polonais.
- 1941 :
  - Jacques Laperrière, hockeyeur sur glace canadien.
- 1943 :
  - Yvan Cournoyer, hockeyeur sur glace canadien.
  - Billie Jean King, joueuse de tennis américaine. Victorieuse des Tournois de Wimbledon 1966, 1967, 1968, 1972, 1973 et 1975, des US Open 1967, 1971, 1972 et 1974, de l'Open d'Australie 1968, et de Roland Garros 1972, des Fed Cup 1963, 1966, 1967, 1976, 1977, 1978 et 1979.
- 1945 :
  - Roger Bambuck, athlète de sprint puis homme politique français. Médaillé de bronze du relais 4 × 100 m aux Jeux de Mexico 1968. Champion d'Europe d'athlétisme du 200 m et du relais 4 × 100 m puis médaillé d'argent du 100 m 1966. Secrétaire d’État, chargé des Sports de 1988 à 1991.

### XXesiècle:1951-2000
- 1956 :
  - Fernando Gomes, footballeur portugais.
- 1957 :
  - Nikolay Kirov, athlète de demi-fond soviétique puis biélorusse.
- 1959 :
  - Fabio Parra, cycliste sur route colombien. Vainqueur des Tours de Colombie 1981 et 1992.
- 1960 :
  - Albert Cartier, footballeur puis entraîneur français.
- 1965 :
  - Vincent Guérin, footballeur puis consultant TV français. Vainqueur de la Coupe d'Europe des vainqueurs de coupe 1996. (19 sélections en équipe de France).
- 1967 :
  - Boris Becker, joueur de tennis allemand. Champion olympique du double aux Jeux de Barcelone 1992. Vainqueur des Tournois de Wimbledon 1985, 1986 et 1989, de l'US Open 1989, des Open d'Australie 1991 et 1996, des Masters 1988, 1992, 1995, et des Coupe Davis 1988 et 1989.
- 1969 :
  - Alex Holcombe, basketteur américain.
  - Katrin Krabbe, athlète de sprint est-allemande puis allemande. Championne du monde d'athlétisme du 100 et 200 m 1991. Championne d'Europe d'athlétisme du 100 et 200 m puis du relais 4 × 100 m 1990.
  - Eyk Pokorny, cycliste sur piste allemand. Champion du monde de cyclisme sur piste en tandem 1991.
- 1972 :
  - Olivier Brouzet, joueur de rugby français. Vainqueur des Grands Chelems 1998 et 2002. (72 sélections en équipe de France).
- 1973 :
  - Alexandra Fusai, joueuse de tennis française. Victorieuse de la Fed Cup 1997.
- 1974 :
  - Finian Maynard, véliplanchiste irlandais.
  - Joe Nathan, joueur de baseball américain.
  - David Pelletier, patineur artistique de couple canadien. Champion olympique aux Jeux de salt Lake City 2002. Champion du monde de patinage artistique en couple 2001.
- 1975 :
  - Deji Aliu, athlète de sprint nigérian. Médaillé de bronze du relais 4 × 100 m aux Jeux d'Athènes 2004. Champion d'Afrique d'athlétisme du relais 4 × 100 m 2002.
- 1976 :
  - Torsten Frings, footballeur allemand. (79 sélections en équipe d'Allemagne).
- 1977 :
  - David Clinger, cycliste sur route américain.
- 1978 :
  - Francis Obikwelu, athlète de sprint nigérian puis portugais. Médaillé d'argent du 200 m aux Jeux d'Athènes 2004. Champion d'Europe d'athlétisme du 100 m 2002 et champion d'Europe d'athlétisme du 100 et 200 m 2006.
- 1980 :
  - Frédéric Makowiecki, pilote de courses automobile français.
  - Nataliya Tobias, athlète de demi-fond ukrainienne. Médaillée de bronze du 1 500m aux Jeux de Pékin 2008.
- 1981 :
  - Seweryn Gancarczyk, footballeur polonais. (7 sélections en équipe de Pologne).
  - Stefan Mücke, pilote de courses automobile allemand.
- 1982 :
  - Yakubu Aiyegbeni, footballeur nigérian. (58 sélections en équipe du Nigeria).
  - Mathieu Bodmer, footballeur français.
- 1983 :
  - Peter Niemeyer, footballeur allemand.
- 1984 :
  - Kevyn Ista, cycliste sur route belge.
  - Matthieu Lahaye, pilote de courses automobile français.
- 1985 :
  - Asamoah Gyan, footballeur ghanéen. (106 sélections en équipe nationale).
  - Mandy Minella, joueuse de tennis luxembourgeoise.
  - James Roby, joueur de rugby à XIII anglais. (30 sélections en équipe nationale).
  - Thomas Roussel, hockeyeur sur glace français.
- 1986 :
  - Oscar Pistorius, athlète de sprint sud-africain. Champion paralympique du 200 m et médaillé de bronze du 100 m aux Jeux d'Athènes 2004, champion paralympique du 100 m, du 200 m et du 400 m aux Jeux de Pékin 2008 puis champion paralympique du 400 m, du relais 4 × 100 m et médaillé d'argent du 200 m aux Jeux de Londres 2012.
- 1987 :
  - Marouane Fellaini, footballeur belgo-marocain. Vainqueur de la Ligue Europa 2017. (84 sélections en équipe de Belgique).
- 1988 :
  - Oleg Chen, haltérophile russe. Champion d'Europe d'haltérophilie des -69 kg 2013 et 2014.
  - Drew Pomeranz, joueur de baseball américain.
- 1989 :
  - Alessio Foconi, fleurettiste italien. Champion du monde d'escrime par équipes 2017 puis en individuel et par équipes 2018. Champion d'Europe d'escrime en individuel 2019.
  - Dorian Lévêque, footballeur français.
  - Chris Smalling, footballeur anglais. (31 sélections en équipe nationale).
  - Gabriel Torje, footballeur roumain. (55 sélections en équipe nationale).
- 1990 :
  - Daniel Sundgren, footballeur suédois.
- 1991 :
  - Scott Bain, footballeur écossais. (1 sélection en équipe nationale).
  - Sébastien Bézy, joueur de rugby à XV français. (7 sélections en équipe de France).
  - Tarik Black, basketteur américain.
- 1992 :
  - Natalie Achonwa, basketteuse canadienne. (45 sélections en équipe nationale).
  - Vladislav Namestnikov, hockeyeur sur glace russe.
- 1993 :
  - Saturnin Allagbé, footballeur béninois. (11 sélections en équipe nationale).
  - Marc Soler, cycliste sur route espagnol. Vainqueur de Paris-Nice 2018.
  - Celin Stöhr, volleyeuse allemande. (15 sélections en équipe nationale).
- 1994 :
  - Samantha Bricio, volleyeuse mexicaine. (15 sélections en équipe nationale).
  - Alexandre Chassang, basketteur français. (11 sélections en équipe de France).
- 1996 :
  - Lisa Arbos, volleyeuse française. (26 sélections en équipe de France).
  - Abel Kipsang, athlète de demi-fond kényan.
- 1997 :
  - Jade Grillet-Aubert, skieuse acrobatique française.
- 2000 : 
  - Mohammed Dawood, footballeur irakien. (2 sélections en équipe nationale).
  - Kosei Tani, footballeur japonais.

### XXIesiècle
- 2004 : 
  - Soumaïla Diabaté, footballeur malien.

## Décès

### XXesiècle:1901-1950
- 1938 :
  - Herbert Jamison, 63 ans, athlète de sprint américain. Médaillé d'argent du 400 m aux Jeux d'Athènes 1896. (° 19 juillet 1875).

### XXesiècle:1951-2000
- 1959 :
  - Molla Bjurstedt, 75 ans, joueuse de tennis américano-norvégienne. Médaillée de bronze en simple aux Jeux de Stockholm 1912. Victorieuse des US Open de tennis 1915, 1916, 1917, 1918 1920, 1921, 1922 et 1926. (° 6 mars 1884).
- 1993 :
  - Alois De Hertog, 66 ans, cycliste sur route belge. Vainqueur de Liège-Bastogne-Liège 1953. (° 9 août 1927).
- 1999 :
  - Flávio Costa, 93 ans, footballeur puis entraîneur brésilien. Sélectionneur de l'Équipe du Brésil de 1944 à 1950 et en 1956. Vainqueur de la Copa América 1949. (° 14 septembre 1906).
- 2000 :
  - Emil Zátopek, 78 ans, athlète de fond tchécoslovaque puis tchèque. Champion olympique du 10 000 m et médaillé d'argent du 5 000 m aux Jeux de Londres 1948, champion olympique du 5 000 m, du 10 000 m et du marathon aux Jeux d'Helsinki 1952. Champion d'Europe d'athlétisme du 5 000 m et 10 000 m 1950 et champion d'Europe d'athlétisme du 10 000 m 1954. (° 19 septembre 1922).

### XXIesiècle
- 2002 :
  - Raimund Krauth, 59 ans, footballeur allemand. (° 27 décembre 1952).
- 2009 :
  - Gino Munaron, 81 ans, pilote de courses automobile italien. (° 2 avril 1928).
  - Juan Carlos Muñoz, 90 ans, footballeur argentin. Vainqueur de la Copa América 1945. (11 sélections en équipe nationale). (° 6 mai 1919).
  - Francisco Rodríguez, 74 ans, boxeur vénézuélien. Champion olympique des -48kg aux Jeux de Mexico 1968. (° 20 septembre 1945).
- 2010 :
  - Len Lunde, 74 ans, hockeyeur sur glace puis entraîneur canadien. (° 13 novembre 1936).
  - Jean Moxhet, 78 ans, cycliste sur route belge. (° 20 septembre 1932).